# Pierre des Vallières
Pour les articles homonymes, voir valliere.
 (décembre 2013).
Pierre Emile des Vallières né 14 novembre 1868 à Paris (7e), mort le 28 mai 1918 à Juvigny (Aisne), est un général de brigade français.
C'est l'un des 42 officiers généraux français morts au combat durant la Première Guerre mondiale.

## Biographie

### Enfance et études
Né le 14 novembre 1868 à Paris, dans la famille Lefebvre des Vallières de la haute bourgeoisie parisienne liée aux Messageries royales (puis impériales) et aux Messageries maritimes, il est le fils d'Ernest Louis Prosper Lefebvre des Vallières (1827-1913), vice-président de la commission des monuments historiques, et le petit-fils de Peter Paul McSwiney, élu à deux reprises lord-maire de Dublin en 1864-1865 et 1875-1876. Le patronyme de cette branche familiale est devenu, après l'incendie de l'hôtel de ville de 1871, "des Vallières".
Dès l'âge de deux ans (après le début de la guerre franco-prussienne et pendant la «Commune», la vie à Paris étant jugée peu sûre), ses parents le confient pendant trois ans à ses grands-parents McSwiney, à Dublin et Londres. Ce séjour dans sa famille irlandaise catholique a marqué sa vie.
Il fait ses études secondaires chez les Jésuites. Passionné par le dessin, il consacre ses loisirs à fréquenter l'atelier d'Édouard Detaille, ami de ses parents.
Le 31 octobre 1888, il entre à l'école spéciale militaire de Saint-Cyr, puis, en octobre 1890, il rejoint l'école de cavalerie de Saumur pour une année.
Il épouse Noémie Hart, petite-fille de Moses Hart, américain né à Philadelphie (États-Unis) qui fut maire de Pointe-à-Pitre (Guadeloupe) avant le tremblement de terre de 1843. 
Il est le père de Jean des Vallières, as de la guerre 14-18 puis homme de lettres, de Marthe (épouse de Corta), de René des Vallières, ingénieur en chef à la compagnie générale des eaux, et le grand-père du publicitaire et dessinateur humoristique Hervé des Vallières (alias Hervé) et du critique de cinéma Pierre des Vallières (alias Michel Aubriant), ainsi que l'arrière grand-père de Nathalie des Vallières (1952-2005), auteur de nombreux ouvrages sur Antoine de Saint-Exupéry, son grand-oncle.

### Carrière
En 1890, il est affecté au 15e régiment de chasseurs à cheval à Châlons-sur-Marne, puis à Sampigny (caserne Harville) dans la vallée de la Meuse.
En 1895, en tant que sous-lieutenant, il est reçu 9e au concours de l'École supérieure de guerre. En 1897, il en sort 1er sur 76 avec la mention "très bien" : ce classement lui permet d'être immédiatement nommé capitaine.
En 1898 et 1899, il fait un stage à l'état-major de l'Armée.
En janvier 1900, il rejoint le 5e régiment de cuirassiers de Tours.
En 1902, il devient officier d'ordonnance du chef de l'École supérieure de guerre, le général de Lacroix.
En 1903, il suivit le général de Lacroix devenu commandant du 14e C.A. et gouverneur militaire de Lyon.
En juin 1905, il effectue une mission en Allemagne à l'occasion du mariage du Kronprinz. Il s'agit de la première mission militaire française en Allemagne depuis 1871. Un document historique représente la mission française (composée du général Lacroix, du colonel Chabaud, du capitaine des Vallières et du lieutenant Cailliot) au camp de Döberitz (près de Berlin) défilant à cheval en compagnie de Guillaume II d'Allemagne.
Le (27 septembre 1906), il est promu chef d'escadron, commandant un demi-régiment du 11e régiment de cuirassiers à Saint-Germain-en-Laye, puis du 23e dragons à Vincennes.
En 1910, il est rappelé à l'École supérieure de guerre où il prend les fonctions de professeur-adjoint (puis professeur-titulaire) de tactique appliquée de cavalerie.
En 1912, il part en mission en Russie avec le général Foch pour participer aux grandes manœuvres à Krasnoïe Selo en présence du Tsar.
Le 1er août 1914, il quitte l'École supérieure de guerre et rejoint le 4e groupe de divisions de réserve, commandé par le général Valabrègue, dont il devint le chef d'état-major. Le groupe de divisions de réserve appartenait à la Ve armée du général Lanrezac.
À la fin de septembre 1914, il quitte ses fonctions pour devenir chef d'état-major du général Louis Ernest de Maud'huy, commandant un détachement d'armée autour d'Arras, puis du général Victor Louis Lucien d'Urbal, commandant la Xe armée sur le même terrain.
Il est promu colonel en novembre 1914. 
Lacunes à compléter en 1914 et début 1915 avec les citations militaires et les décorations qu’il a obtenu, il se trouvait au quartier général stationné à la Ferté sous Jouarre ou les Russes et les Anglais étaient présents.
Le 22 juin 1915, il obtient le poste de commandant par intérim de la 101e division, dont celui de la 101e brigade d'infanterie (rattachée à la 51e division d'infanterie) alors en retrait du front à Rosières-en-Santerre. Il participe ensuite à la deuxième bataille de Champagne et enlève la ferme de Navarin.
Le 5 décembre 1915, il occupe le secteur des Éparges, région fortifiée de Verdun.
Le 23 décembre 1915, il remplace le général de brigade Victor Jacques Marie Huguet comme chef de la mission française auprès de l'armée britannique de Saint-Omer commandé par le général French.
Le 16 mai 1916, il est promu général de brigade (à titre temporaire) et le reste à titre définitif le 31 décembre 1916.
Le 20 mai 1917, il reçoit le commandement par intérim de la 151e division d'infanterie, à la suite du général Pierre Ernest Lanquetot.
Le 14 juillet 1917, à Lagny, il assiste le général Pétain qui décore le drapeau de 410e RI et remet des décorations gagnées à Courcy.
Le 28 juillet 1917, il rejoint Fismes.
Le 16 août 1917, le général Duchêne confie au général des Vallières le soin de s'emparer de l'isthme d'Hurtebise. Des Vallières obtient que l'attaque soit élargie jusqu'au plateau de Californie, malgré les premiers refus de son supérieur. L'attaque est minutieusement préparée, répétée à l'entraînement sur un terrain qui reconstitue les lieux et les tranchées existantes.

### Bataille du Chemin des Dames
Le fait d'armes qui marque la carrière de des Vallières est la bataille du Chemin des Dames, entre le 29 août et le 5 septembre 1917.
Le 29 août 1917, la préparation d'artillerie, programmée par le général des Vallières, commence. L'assaut terrestre est effectif le 31 août : à 19 h, les deux premiers bataillons du 403e RI se lancent à l'assaut des hauteurs en direction de la ferme d'Hurtebise, sur le Chemin des Dames. Ils atteignent leur objectif une heure plus tard après s'être emparés de la caverne du Dragon position jugée inexpugnable dans les « creutes » calcaires. Certains [soldats du 403e sont parvenus au-delà de l'isthme ; le général les en fait revenir, malgré l'avis de Duchêne (« Vous m'avez fixé des objectifs, je m'y tiens. Il ne s'agit pas d'aller le plus loin possible pour être reconduit ensuite mais de garder les positions les meilleures. Les marges vues qu'elles nous donnent sur la vallée de l'Ailette ont retourné la situation à notre avantage. C’est ce que vous m'avez demandé et c'est ce que j'ai fait ». Les contre attaques allemandes lancées le 1er et le 2 septembre sont repoussées. Le 403e RI sera alors relevé par son « régiment frère », le 410e. Les contre-attaques allemandes sont nombreuses et la relève promise n'arrive pas. Le général des Vallières juge sévèrement l'attitude de sa hiérarchie, notamment celle du général Émile Alexis Mazillier : « Il suce jusqu’au bout mes troupes qui, après avoir fourni l'attaque, en sont à leur huitième nuit sans sommeil. Je refuse, devant tous les officiers, de serrer la main du général Mazillier (commandant du 1er corps d'armée colonial. » Cet exploit vaudra au 403e régiment d'infanterie une seconde citation à l'ordre de l'armée.
Le 8 septembre 1917, la 151e division d'infanterie est enfin relevée. Le général des Vallières va lui-même saluer ses soldats, rendre compte à Pétain de la victoire d'Hurtebise et obtient la croix de guerre pour le 403e régiment d'infanterie qui a mené le combat. Plusieurs cérémonies ont lieu, à Soissons, Versailles et Saint-Germain-en-Laye. Le général des Vallières reçoit pour sa part une nouvelle citation à l'ordre de l'Armée.
Le 21 septembre 1917, il défile à cheval (sur Prophète) devant le château de Saint-Germain, lors de la revue de la 151e DI.
Dès le 10 mars 1918 et jusqu'au 27 mai 1918, il participe à la bataille de Picardie.
Le 27 mai 1918, en permission, il se rend à Paris pour fêter ses noces d'argent, mais est rappelé au PC de la 151e division d'infanterie, à Chavigny, pour faire face à l’offensive Ludendorff.

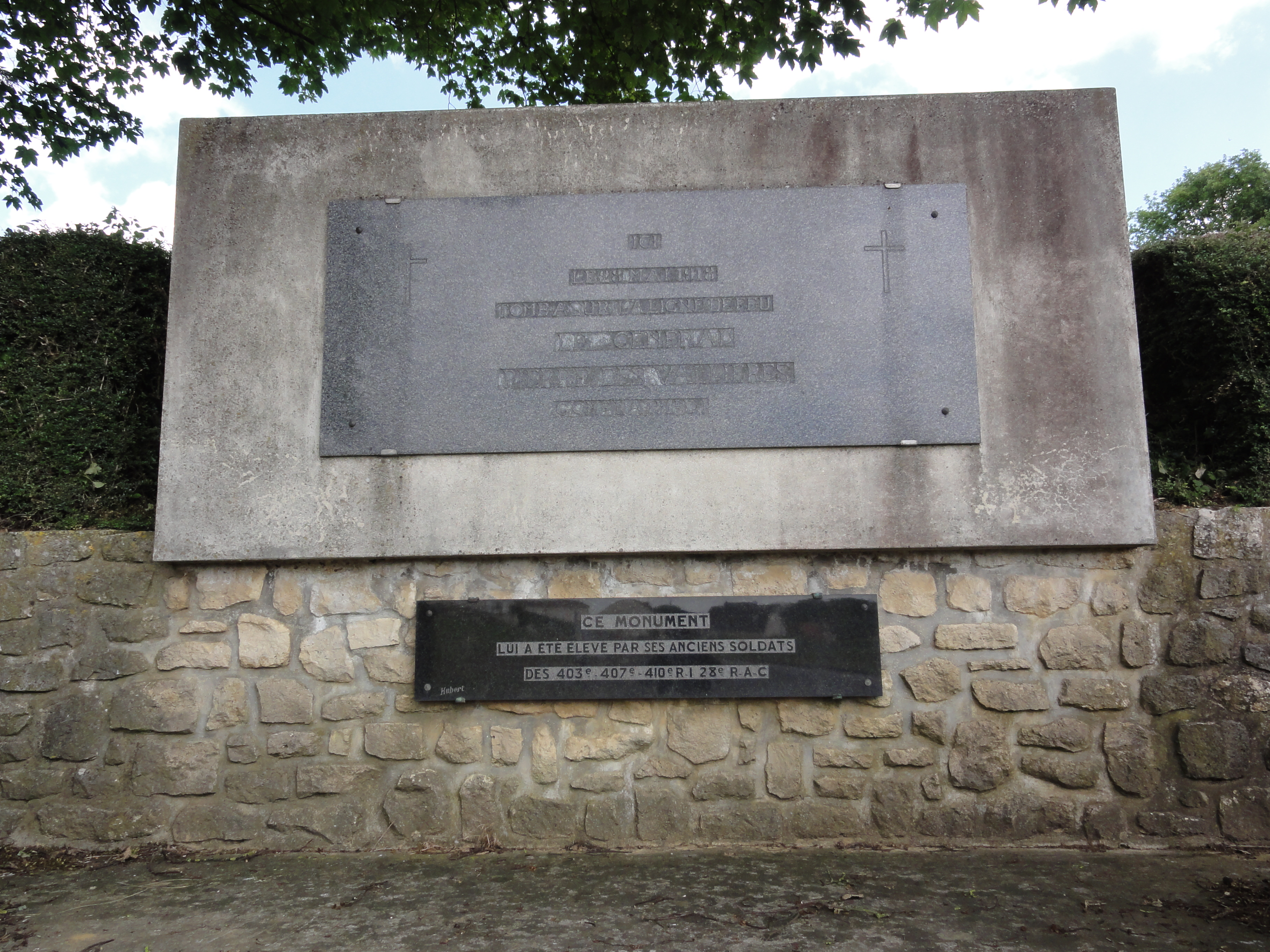
Monument au général Pierre des Vallières (Juvigny).

Le 28 mai 1918, il meurt dans les circonstances suivantes : « Au cours de l'offensive allemande de mai 1918 …, la 151e division d'infanterie, que commandait le général des Vallières, tenait un front d'une douzaine de kilomètres entre Margival et le mont des Tombes aux environs de Chavignon. Depuis son PC situé dans une creute de Juvigny, le général des Vallières ne cesse de parcourir le front de sa division. En fin d'après-midi, de retour de Clamecy, où un bataillon du 5e régiment de cuirassiers à pied, venu en renfort, avait réussi à arrêter l'avance allemande, le général arrive par la route de Leury au carrefour de Juvigny. Il ignore que des troupes allemandes sont déjà aux abords de Juvigny. À l'instant où sa voiture aborde le carrefour, une mitrailleuse, cachée à proximité, ouvre le feu et le blesse mortellement. Son chauffeur et l'officier Richard qui l'accompagnent parviennent à transporter son corps, dans un ancien boyau où ils sont contraints de l'abandonner. En fin de journée, un groupe d'hommes parvient à revenir sur place et ramène le corps du général des Vallières ». Son fils Jean des Vallières, lui aussi militaire, apprend la nouvelle depuis le camp de Magdebourg où il est prisonnier.

### Grades successifs
- 1888-1890 : École spéciale militaire de Saint-Cyr, promotion du Grand Triomphe : sous-lieutenant.
- 1892 (1er octobre) : lieutenant.
- 1897 : capitaine.
- 1906 : commandant (chef d'escadron).
- 1912 (24 mars) : Lieutenant-Colonel.
- 1914 (novembre) : colonel.
- 1916 (16 mai) : général de brigade (à titre temporaire).
- 1916 (31 décembre) : général de brigade (à titre définitif).

### Distinctions
Décorations françaises :
- : Officier de la Légion d'honneur
- : Croix de guerre 1914-1918, avec cinq citations.

Citations à l'ordre de l'Armée française :
- le 10 octobre 1914 : « A fait preuve d'intelligence et de dévouement dans l'exercice de ses fonctions depuis la constitution de l'armée ».
- le 13 mai 1915 : « Remplit les fonctions de Chef d'État-major d'une armée avec un rôle et une activité inlassable. Ne se laisse arrêter par aucune difficulté. A montré au cours de la campagne les plus belles qualités militaires ».
- le 16 mai 1915 : « Officier supérieur de haute valeur militaire. A rendu comme Chef d'État-Major d'un groupe de Divisions de réserve, puis comme Chef d'État-Major d'une Armée, des services éminents ».
- le 1er mai 1918 : « Chargé en août 1917, avec sa Division, d'exécuter une attaque difficile, a su la mener à bien, conquérant ses objectifs. Au cours des attaques récentes, attaqué par des forces très supérieures et débordé sur l'un de ses flancs, a tenu bon et repoussé toutes les attaques, allant sur place, en pleine lutte, coordonner l'action de ses troupes engagées et exalter le courage et la confiance de tous par sa présence et son action personnelle ».
- le 14 août 1918 : « Officier général de la plus haute valeur qui joignait les qualités morales exceptionnelles, une science professionnelle particulièrement étendue. Connaissant parfaitement la troupe, et aimé de ses soldats, avait su faire de sa Division une Division d'élite. Le 26 mai 1918, est tombé glorieusement sur le champ de bataille où il s'était porté pour encourager les bataillons par sa présence et donner sur le terrain même les ordres nécessaires ».

Décorations étrangères
- : Croix de guerre belge.
- : Compagnon de l'ordre du Bain, décoration militaire (Grande-Bretagne) remise par le général Douglas Haig.
- : Chevalier commandeur de l'ordre de Saint-Michel et Saint-Georges.
- : Chevalier de l'ordre de Saint-Stanislas de Russie.

## Postérité
Son nom est inscrit au monument des Généraux morts au Champ d'Honneur 1914-1918 de l'église Saint-Louis à l'Hôtel des Invalides de Paris.
- À l'École militaire, l'un des amphithéâtres porte le nom du général des Vallières.
- Une caserne de Metz, porte également ce nom, sans que la filiation au général soit prouvée. Il en est de même pour une ville de Haïti.
- À l'endroit même où il a été tué, sur la commune de Juvigny (Aisne), un monument a été édifié à sa mémoire[5]. Situé au carrefour des routes menant à Crécy-au-Mont, à la D1 (par la D428) et à Leury, ce monument  a été élevé par ses anciens soldats des 403e, 407e et 410e régiments d'infanterie et le 28e régiment d'artillerie de campagne. Sur le monument, il est inscrit : « Ici le 28 mai 1918, tomba sur la ligne de feu le général Pierre des Vallières commandant la 151e D.I. »
- Sur le monument aux morts de la commune de Montgobert, il est ajouté une plaque en marbre blanc avec la mention suivante : Général Pierre des Vallières, tué à Montgobert le 26 mai 1918 à la tête de la 151e D.I.
- À la mairie du septième arrondissement de Paris sur le monument aux morts situé dans le hall.

Homélie
Le 19 juin 1918, en l'église de Beaumont (Seine-et-Oise), l'aumônier volontaire à la 151e D.I., M. Chevrot, prononce les mots suivants lors du service funèbre célébré pour le général des Vallières et les morts de la 151e D.I. : 
« Après le départ du général Lanquetot, nous vîmes arriver notre nouveau chef, grand de stature, d'allure et d'âme, d'abord un peu distant, tant qu'il gardait le silence, mais qui se révélait, après quelques minutes d'entretien, l'homme d'une rare intelligence et d'un cœur plus vaste encore… »
« Il a été tué le 28 mai, journée particulièrement cruelle pour notre division. Attaqué dès la première heure du 27, le 410e R.I. avait remarquablement résisté, repoussant du Mont-des-Tombes l'adversaire qui était parvenu à s'y accrocher au travers de nos rangs décimés par le plus violent bombardement. Il s'apprêtait à poursuivre la contre-attaque, lorsque des ordres contraires, motivés par la situation générale, obligèrent un de ses bataillons à se replier légèrement et amenèrent à sa droite son vieux frère d'arme, le 403e. Ce fut alors, pour les deux régiments, dès le lendemain matin et toute la journée du 28, une lutte sans merci… »
« Devant la gravité des événements, le général des Vallières lança l'ordre de résister à outrance. Toutes ses réserves étaient en ligne… »
« Il voulut aller lui-même confirmer, expliquer son ordre, dont la rigueur ne lui échappait pas, mais que sa parole et surtout sa présence rendraient sans doute d'une exécution moins amère. Et c'est comme il revenait d'encourager nos camarades du 403e, atrocement éprouvés depuis quelques heures qu'un parti ennemi qui s'était insinué en deçà de nos lignes, à travers les blés et sous le couvert déloyal des capotes bleues de nos prisonniers, braqua sa mitraillette sur le chef qui s'avançait sans méfiance. Une balle l'atteignit au cœur… L'Armée perdait un de ses officiers les plus remarquables. »

## Sources
- « Le Général des Vallières et la 151e Division - fin mai 1918 », par le général Brécard et le colonel Karcher. Extrait de la "Revue de la Cavalerie", juillet-août 1930, Imprimerie Berger-Levrault.
- « Les fantassins du Chemin des Dames », René-Gustave Nobécourt, Albin Michel-2013, 448 pages.  (ISBN 2-226-29536-4),  (ISBN 978-2-2262-9536-1), (Lire pages 280-285 et pages 292-293).
- « Dix ans de souvenirs (1914-1924)" », Général Pierre-Émile Nayral Martin de Bourgon, huit volumes, édités en 1932, Imprimerie Chastanier Frères et Almeiras, à Nimes, environ 280 pages par volume. Première partie : "l'invasion vue de Verdun" (page 96). Deuxième partie : "l'année préparatoire" (pages 103, 104 et 109). Cinquième partie : "la victoire" (page 68).
- « Au soleil de la cavalerie, avec le Général Des Vallières », par Jean des Vallières, éditions André Bonne - 1962- Paris, 278 pages.
- Archives nationales : site de Paris LH/2667/48.
- Service Historique de la Défense : SHD 10Yd 1751.
- Bulletin du Souvenir Français de 1967 (récit de la mort du Général des Vallières par un de ses compagnons d'armes). [réf. souhaitée]
- Les tombes et monuments militaires de la forêt de Villers-Cotterêts, (p. 139 : Montgobert). [réf. souhaitée]
- Ambroise Harel, Mémoires d'un poilu breton, Rennes, Ouest-France, avril 2009, 255 p. (ISBN 978-2-7373-3975-2, lire en ligne), p. 39, 55, 60